# Fostoria (Ohio)
Pour les articles homonymes, voir Fostoria.
La ville de Fostoria (en anglais [fɑːsˈtʊəriːə]) s’étend sur les comtés de Hancock, Seneca et Wood, dans l’État de l’Ohio, aux États-Unis. Lors du recensement de 2010, sa population s’élevait à 13 441 habitants.

## Histoire
Fostoria a été nommée en hommage à Charles Foster, 35e gouverneur de l’Ohio et secrétaire au Trésor du neuvième président des États-Unis, Benjamin Harrison. Elle est née de la fusion, en 1854, des villes de Rome et Risdon.

## Transports

### Rail
La ville est un important nœud ferroviaire : deux lignes de CSX Transportation et une de Norfolk Southern se croisent à Fostoria.

### Transport aérien
Le Fostoria Metropolitan Airport (ICAO : KFZI, FAA LID : FZI) dessert la ville.

## Source
- (en) Cet article est partiellement ou en totalité issu de l’article de Wikipédia en anglais intitulé « Fostoria, Ohio » (voir la liste des auteurs).